# Skeets Tolbert
Campbell Aurelius „Skeets“ Tolbert (* 14. Februar 1909 in Calhoun Falls, South Carolina; † 30. November 2000 in Houston, Texas) war ein US-amerikanischer Jazz Altsaxophonist, Klarinettist, Sänger und  Bandleader des Swing.
Tolbert wuchs in Lincolntown, North Carolina auf und studierte an der Johnson C. Smith University. Ab 1929 spielte er in Dave Taylors Dixie Serenaders Band (mit Jimmy Gunn) und nahm mit ihr 1931 Schallplatten auf. Im Jahr 1934 zog er nach New York City, wo er bei Charlie Alexander arbeitete, bevor er Mitglied der Hausband des Savoy Ballroom wurde. 1936 arbeitete er bei Fats Waller, dann in einer Band, die um den Olympiasportler Jesse Owens 1937 gebildet wurde. Kurz danach spielte er in Snub Mosleys ´Band und übernahm sie nach Mosleys Weggang. Freddie Green, Kenny Clarke, Red Richards, Otis Hicks, Carl ″Tatti″ Smith und Lem Johnson waren Mitglieder dieser Formation, mit der er 1939 Schallplatten unter dem Titel Tolbert's Gentlemen of Swing einspielte. Tolbert nahm mit diesem Ensemble drei Jahre für Decca Records auf. 1944 entstanden für Filme die Titel No No Baby, Tis You Babe, Blitzkrieg Bombardier und Corn Pone. 1946 setzte Tolbert seine Studien an der Columbia University fort, löste die Band auf und unterrichtete als Lehrer an einer Highschool in Charlotte, North Carolina. 1948 wurde er Mitglied der Fakultät für Musik an der Southern University in Houston. In seinen späteren Jahren gab er den aktiven Musikerberuf weitgehend auf, arbeitete er für die Musikergewerkschaft American Federation of Musicians und hatte ein Musikaliengeschäft.

## Diskographische Hinweise
- Skeets Tolbert 1931–1940 (Classics)
- Skeets Tolbert 1940–1942 (Classics)